# آلاما د آراگون
اآلاما د آراگون (به اسپانیایی: Alhama de Aragón) یک شهرستان در اسپانیا است که در استان ساراگوسا واقع شده‌است.

## خصوصیات
اآلاما د آراگون ۳۱ کیلومترمربع مساحت و ۱٬۱۵۰ نفر جمعیت دارد.